# Muriel Coneo
Muriel Coneo Paredes (* 15. März 1987 in Isla Fuerte) ist eine kolumbianische Leichtathletin, die im Mittel- und Langstreckenlauf sowie im Hindernislauf an den Start geht. Mit vier Siegen bei Südamerikameisterschaften sowie fünf Titeln bei Südamerikaspielen zählt sie zu den erfolgreichsten Läuferinnen ihres Landes.

## Sportliche Laufbahn
Erste internationale Erfahrungen sammelte Muriel Coneo bei den Jugendsüdamerikameisterschaften 2004 in Guayaquil, bei denen Platz vier über 800 Meter und Platz sechs über 1500 Meter erreichte. 2005 belegte sie bei den Südamerikameisterschaften in Cali den fünften Platz über 800 Meter. Daraufhin gewann sie bei den Juegos Bolivarianos in Armenia die Bronzemedaille über ebendiese Distanz. Bei den Juniorensüdamerikameisterschaften in Rosario gewann sie die Goldmedaille über 800 Meter und mit der kolumbianischen 4-mal-400-Meter-Staffel sowie die Silbermedaille über 1500 Meter. 2006 gewann sie bei den Ibero-amerikanischen Meisterschaften in Ponce gewann sie die Silbermedaille mit der Staffel und belegte über 800 Meter den vierten Platz. Bei den Zentralamerika- und Karibikspielen in Cartagena wurde sie Sechste über 800 Meter. Bei den Juniorenweltmeisterschaften in Peking erreichte sie das Halbfinale. Daraufhin gewann sie bei den Südamerikameisterschaften in Tunja die Silbermedaillen über 800 Meter und mit der Staffel sowie die Bronzemedaille über 1500 Meter. Zum Ende der Saison gewann sie bei den Südamerikaspielen, die zugleich die U23-Südamerikameisterschaften darstellten, die Goldmedaillen über 800 und 1500 Meter.
2007 gewann sie bei den Südamerikameisterschaften in São Paulo erneut die Silbermedaille über 800 Meter. 2008 wurde sie Vierte und Fünfte bei den Ibero-amerikanischen Meisterschaften in Iquique und gewann bei den Zentralamerika- und Karibiksmeisterschaften die Bronzemedaille über 1500 Meter und belegte Platz vier über 800 Meter. Bei den U23-Südamerikameisterschaften in Lima gewann sie über beide Distanzen die Silbermedaille. 2009 folgte der Gewinn der Bronzemedaille über 800 m und der Silbermedaille über 1500 m bei den Südamerikameisterschaften 2009 in Lima. Bei den Juegos Bolivarianos in Sucre siegte sie mit der kolumbianischen Staffel und gewann Silber über 800 Meter. 2010 belegte sie über diese Distanz Platz sechs und Platz fünf mit der Staffel bei den Ibero-amerikanischen Meisterschaften in San Fernando. 2011 gewann sie bei den Südamerikameisterschaften in Buenos Aires die Bronzemedaille über 800 Meter und belegte über 1500 Meter Platz vier. Bei den Zentralamerika- und Karibikmeisterschaften in Mayagüez wurde sie Vierte über 1500 Meter und Sechste über 800 Meter. Bei den Studentenweltspielen in Shenzhen schied sie in beiden Bewerben in der ersten Runde aus.
Nach einem Jahr Pause 2012 gewann sie 2013 die Silbermedaille über 1500 Meter sowie Bronze im Hindernislauf bei den Südamerikameisterschaften in Cartagena. Bei den Juegos Bolivarianos in Trujillo gewann sie Gold über die Hindernisse sowie Silber über 1500 Meter. 2014 gewann sie über beide Distanzen die Goldmedaille bei den Südamerikaspielen in Santiago de Chile. Bei den Ibero-amerikanischen Meisterschaften in São Paulo gewann sie Gold über 1500 Meter sowie Silber über 3000 Meter. Anschließend gewann sie bei den Zentralamerika- und Karibikspielen in Xalapa die Goldmedaille über 1500 Meter und Silber im 3000-Meter-Hindernislauf. 2015 belegte sie beim Panamerikanischen Crosscountry Cup in Barranquilla Platz sieben in der Einzelkonkurrenz sowie Platz sechs in der Teamwertung. Bei den Südamerikameisterschaften in Lima gewann sie das Double über 1500 Meter und 3000 m Hindernis. Bei den Panamerikanischen Spielen in Toronto siegte sie mit neuem Landesrekord von 4:09,05 min über 1500 m. Sie qualifizierte sich damit auch für die Weltmeisterschaften in Peking, bei denen sie über 1500 Meter bis in das Halbfinale gelangte. Im Hindernislauf schied sie mit 9:55,53 min hingegen bereits im Vorlauf aus.
2016 gewann sie Gold über 1500 Meter und Silber über 3000 Meter bei den Ibero-amerikanischen Meisterschaften in Rio de Janeiro. Wenig später nahm sie dort auch an den Olympischen Spielen teil, konnte dort aber mit 4:09,50 min nicht das Halbfinale erreichen. 2017 wiederholte sie bei den Südamerikameisterschaften in Luque ihren Erfolg von vor zwei Jahren über 1500 Meter und gewann zudem die Goldmedaille über 5000 Meter. Sie erhielt damit für beide Disziplinen ein Freilos für die Weltmeisterschaften in London, bei denen sie sowohl über 1500 Meter, als auch über 5000 Meter, trotz eines neuen Landesrekordes, in der ersten Runde ausschied. Im November gewann sie bei den Juegos Bolivarianos in Santa Marta die Goldmedaillen über 1500 und 5000 Meter. Im Jahr darauf siegte sie in 4:27,10 min über 1500 Meter bei den Südamerikaspielen in Cochabamba und kam über 5000 Meter nicht ins Ziel. Anschließend siegte sie in 16:13,47 min über 5000 Meter bei den Zentralamerika- und Karibikspielen in Barranquilla und gelangte dort mit 4:25,72 min auf Rang fünf über 1500 Meter. Im September wurde sie dann beim Continentalcup in Ostrava mit 8:55,83 min Achte über 3000 Meter. 2019 gewann sie bei den Südamerikameisterschaften in Lima in 33:43,00 min die Bronzemedaille über 10.000 Meter hinter der Kolumbianerin Carolina Tabares und Tatiele de Carvalho aus Brasilien. Zudem belegte sie in 16:34,58 min den sechsten Platz über 5000 Meter. Anschließend gelangte sie bei den Panamerikanischen Spielen ebendort mit 4:11,97 min auf Rang sechs über 1500 Meter und 2021 kam sie bei den Südamerikameisterschaften in Guayaquil über 5000 Meter nicht ins Ziel. Im Jahr darauf belegte sie bei den Ibero-Amerikanischen Meisterschaften in La Nucia in 4:17,37 min den vierten Platz über 1500 Meter und wurde in 16:12,69 min Fünfte über 5000 Meter. Anschließend gewann sie in 4:17,77 min die Silbermedaille über 1500 Meter bei den Juegos Bolivarianos in Valledupar hinter der Venezolanerin Joselyn Brea und sicherte sich über 5000 Meter in 17:23,45 min die Bronzemedaille hinter der Chilenin Josefa Quezada und Soledad Torre aus Peru. Im Oktober klassierte sie sich dann bei den Südamerikaspielen in Asunción mit 16:20,53 min und 4:20,69 min jeweils auf dem sechsten Platz über 1500 und 5000 Meter.
2023 belegte sie bei den Zentralamerika- und Karibikspielen in San Salvador in 16:13,54 min den siebten Platz über 5000 Meter und gelangte mit 34:40,20 min auf Rang fünf über 10.000 Meter. Anschließend gewann sie bei den Südamerikameisterschaften in São Paulo in 16:20,82 min die Bronzemedaille über 5000 Meter hinter der Argentinierin Fedra Luna und Thalía Valdivia aus Peru und wurde in 34:35,0 min Fünfte über 10.000 Meter.
Bisher wurde sie zwölf Mal kolumbianische Meisterin.

## Persönliche Bestleistungen
- 400 Meter: 55,7 s, 15. April 2012 in Medellín
- 800 Meter: 2:03,67 min, 21. November 2015 in Cali
- 1500 Meter: 4:06,99 min, 3. Juni 2016 in Huelva (kolumbianischer Rekord)
  - 1500 Meter (Halle): 4:15,73 min, 18. Februar 2018 in Istanbul (kolumbianischer Rekord)
- 3000 Meter: 9:04,79 min, 14. Mai 2016 in Rio de Janeiro (kolumbianischer Rekord)
- 5000 Meter: 15:26,18 min, 10. August 2017 in London (kolumbianischer Rekord)
- 10.000 Meter: 33:09,02 min, 13. April 2023 in Walnut
- Halbmarathon: 1:18:33 h, 21. August 2022 in Buenos Aires
- 3000 m Hindernis: 9:43,16 min, 15. April 2016 in Walnut